# Kätzenbach
Der Kätzenbach ist ein 2,3 km langer rechter Zufluss der Rems, der im Stadtgebiet von Waiblingen im baden-württembergischen Rems-Murr-Kreis verläuft.

## Geographie

### Verlauf
Der Kätzenbach entspringt auf etwa 283 m ü. NHN im Gewann Finkenberg im Bereich der ehemaligen Erddeponie Finkenberg und nahe an der B 14. Er fließt in zahlreichen Mäander zunächst etwa südwestwärts, wird wenig nach diesem Gelände von einer Brücke überspannt, die auch die Bundesstraße quert und das Waiblinger Wohngebiet Korber Höhe mit dem Buocher Weg im Osten verbindet. Ein wenig bergabwärts erreicht er die Bebauungsgrenze von Waiblingen, einige Gärten der nächsten Häuserzeile der Buocher Höhe reichen nun bis ans rechte Ufer.
Danach wendet sich die Bundesstraße südwärts von ihm ab, er durchfließt einen Spielplatz und wird dann von der Straße Am Kätzenbach begleitet; linksseits stehen nun ebenfalls Gebäude. Unterhalb eines Pflegeheims geht er in eine Verdolung. Von dort sind es nur noch wenige Meter bis zur mittelalterlichen Siechenhauskapelle, die am Rande der Remsaue steht. Dort nimmt der Kanal zwei Wendungen vor und fließt dann in den Landschaftspark Talaue ein, in dem seine Verdolung endet und er nun gewunden westwärts läuft.
Im Gewann Unterer Ring fließt er an dessen Nordseite am Talauesee vorbei. Anschließend hat er zwei linke Auenzuflüsse, der zweite ein kleiner Seitenast der Rems, durch den Fische am Wehr der Hahn’schen Mühle vorbei die Rems durchwandern können. Auf der amtlichen Gewässerkarte wird der Kätzenbach ab dort deshalb Fischpass Hahn'sche Mühle genannt. Nun fließt er etwa nordwestwärts durch die Brühlwiesen anfangs mit Auenpflanzen am Ufer, unterquert die Alte Bundesstraße genannte L 1142, passiert einen Skaterpark und mündet auf ungefähr 220 m ü. NHN in den rechten Hauptarm der Rems, weniger als 50 Meter unterhalb des Wehrs der Hahn’schen Mühle und gegenüber der auf der anderen Seite vom Mühlkanal eingefassten Kleinen Erleninsel.
Früher mündete der Kätzenbach anscheinend nach durchweg westlichem Verlauf in der Remsaue etwa am heutigen oberen Abgang des Fischpasses von der Rems. Offenbar nahm er dabei zuletzt den oft versiegenden Abfluss des Sörenbachs auf, der heute verdolt und rechtsseits parallel zu ihm wenig unterhalb ebenfalls in den Hauptarm der Rems mündet.

### Einzugsgebiet
Das Einzugsgebiet ist meist begrenzt auf die Häuser und Wiesen um die Straße Am Kätzenbach. Beschränkt wird er durch die Bundesstraße 14, die östlich ihren Lauf nimmt. Die Bäche der Umgebung sind:
- der Hörschbach östlich, nahe der Bebauungsgrenze von Beinstein
- der Sörenbach westlich, zwischen Korber Höhe und Galgenberg
- der Heppach nördlich, in der Nähe von Korb.

### Zuflüsse
Der erste Zufluss ist der Entwässerungsgraben des Obersten Querweges. Weitergehend ist oberhalb des Spielplatzes noch ein namenloser Bach zu nennen. Unterhalb dieses Baches ist dann der Abfluss des Wasserspielplatzes zu nennen. In der Waiblinger Talaue ist ein zeitweise nicht wasserführender Bach von Links vorhanden. Der letzte Zufluss vor der Mündung ist der Fischpass der Hahn´schen Mühle.

## Geschichte
Der Bach hieß früher Kezenbach und entsprang einem Quelltopf im Gewann Am Salzbrunnen, das an der Korber Höhe lag auf einer Meereshöhe von ungefähr 275 Metern. Von dort floss er unterhalb der damals unbebauten Korber Höhe an der Verbindungsstraße zwischen Waiblingen und Korb meist geradeaus Richtung der Auen an der Rems. Er versorgte 1904 ein Wasserkraftwerk in der Talaue.

## Geologie
Der Kätzenbach liegt naturräumlich in der Waiblinger Bucht des Neckarbeckens, der obere Teil im Unterraum Remstaltraufbucht, der untere im Unterraum Marbacher-Waiblinger Täler.

### LUBW
Amtliche Online-Gewässerkarte mit passendem Ausschnitt und den hier benutzten Layern: Lauf und Einzugsgebiet des Kätzenbachs

Allgemeiner Einstieg ohne Voreinstellungen und Layer: Daten- und Kartendienst der Landesanstalt für Umwelt Baden-Württemberg (LUBW) (Hinweise)
1. 1 2  Höhe nach dem Höhenlinienbild auf dem Hintergrundlayer Topographische Karte.
2. ↑  Länge nach dem Layer Gewässernetz (AWGN).

### Andere Belege
1. ↑  Friedrich Huttenlocher, Hansjörg Dongus: Geographische Landesaufnahme: Die naturräumlichen Einheiten auf Blatt 170 Stuttgart. Bundesanstalt für Landeskunde, Bad Godesberg 1949, überarbeitet 1967. → Online-Karte (PDF; 4,0 MB)
2. ↑  Hansjörg Dongus: Geographische Landesaufnahme: Die naturräumlichen Einheiten auf Blatt 171 Göppingen. Bundesanstalt für Landeskunde, Bad Godesberg 1961. → Online-Karte (PDF; 4,3 MB)
3. ↑  Alter Verlauf und Zufluss des Sörenbachs in der Remsaue nach:
  - Meßtischblatt 7121 Cannstatt von 1930 in der Deutschen Fotothek
4. ↑  Startseite - Geoportal BW. Abgerufen am 18. Oktober 2022.
5. ↑  Mit dem früheren Namen Kezenbach beschriftet etwa das
  - Meßtischblatt 7122 Winnenden von 1904 in der Deutschen Fotothek

den dortigen Bachabschnitt.
6. ↑  Inhalt: Rems-Murr-Kreis. Abgerufen am 18. Oktober 2022.
7. ↑  LGRB-Kartenviewer. Abgerufen am 18. Oktober 2022.
8. ↑  SLUB Dresden: Deutsche Fotothek. Abgerufen am 18. Oktober 2022.